# Ujungaris
Ujungaris is een bestuurslaag in het regentschap Indramayu van de provincie West-Java, Indonesië. Ujungaris telt 4525 inwoners (volkstelling 2010).